# Hother Hage
Edvard Philip Hother Hage,  född 9 januari 1816, död 9 februari 1873, var en dansk politiker, bror till Bolette Puggaard, Johannes Dam Hage, Alfred Anton Hage och Christopher Theodor Friedenreich Hage.
Hage blev juris kandidat 1838 samt var 1841–49 flitig medarbetare i "Fædrelandet" och 1843–47 "fullmäktig" hos Orla Lehmann. Åren 1847–48 redigerade han  Trykkefrihedsselskabets organ  "Dansk folkeblad" samt blev på våren 1848 ständerdeputerad och på hösten samma år kungavald medlem av den grundlagstiftande riksförsamlingen. Hage insattes i grundlagsutskottet och var upphovsmannen till den landstingsordning, som var gällande till 1866. 
Som medlem av Folketinget 1852–64 och av riksrådet 1856–66 visade Hage sig som en utpräglad anhängare av det nationalliberala partiet, med stor förkärlek för engelska institutioner. I synnerhet verkade han för införande av muntligt
rättegångsförfarande med nämnd -  en fråga, som han förut behandlat i två skrifter (1847 och 1851). År 1860 blev han borgmästare i sin födelsestad Stege.